# Karlskoga sjukstuga
Karlskoga sjukstuga, även Karlskoga gamla lasarett, var en vårdinrättning på Kungsvägen i Karlskoga vid Karlskoga kyrka, som öppnade för allmänheten den 1 april 1884. Huset stod färdigt 1901.

## Historia
Den ursprungliga byggnaden var ett timrat tvåvåningshus, men en ny tegelbyggnad invigdes 17 år senare, 1901. Beslutet om att uppföra en ny sjukstuga fattades 1899 eftersom den förra saknade kapacitet. Sjukstugan byggdes ut 1927 och i samband med det inrättades en barnbördsavdelning. Sjukstugan ägdes av kommunerna i västra länsdelen, Degerfors och Karlskoga.
Under flera år fanns flera förvaltningar i huset och därför kallades den också för "Nämndhuset".
Huset gjordes om till ett flerfamiljshus 2020.